# Bierz mnie
"Bierz mnie" – utwór pochodzący z drugiego studyjnego albumu Mój dom. Utwór trwa 4 minuty i 11 sekund i jest trzecim co do najdłuższego utworu znajdującego się na płycie. Kompozycja zamieszczona została na szóstym miejscu na krążku.
Wstęp utworu jest niemalże "balladowy", jednak po chwili zostaje zastąpiony soczystymi i ciężkimi riffami gitarowymi. Nie zabrakło również miejsca dla dynamicznej i melodyjnej solówki gitarowej.
Tekst utworu jest wspólnym "żartem" zespołu. Muzyka do utworu powstała dużo wcześniej, jednak nikt z grupy nie miał pomysłu na temat tekstu. Podczas relaksu zespołu w hotelu powrócono do tego tematu i postanowiono napisać tekst. Zespół postanowił w formie wspólnego żartu opisać pewną historię. Tak powstał tekst do jednego z najbardziej rozpoznawalnych standardowych utworów radomskiej grupy.
Kompozytorem utworu jest gitarzysta Kuba Płucisz, tekst napisał wokalista grupy Artur Gadowski.
Bierz mnie zostało zagrane na pierwszym występie zespołu na Festiwalu w Jarocinie w sierpniu 1991 roku, oraz na następnych dwóch edycjach festiwalu.
Kompozycja była bardzo często grana także w wersjach akustycznych m.in. na koncercie "Dwa światy" w Filharmonii Pomorskiej w Bydgoszczy w maju 1994 roku, gdzie została wykonana wraz z Orkiestrą.
Utwór znalazł się także na obu koncertowych płytach zespołu, gdzie odpowiednio na pierwszej trwa 4 minuty i 27 sekund, oraz na drugiej gdzie trwa aż 5 minut i 45 sekund. Bierz mnie została także zagrane na urodzinowym koncercie grupy w październiku 2006 roku w krakowskim klubie "Studio".
Obecnie utwór zawsze pojawia się w koncertowej setliście grupy.

## Teledysk
Do utworu powstał również teledysk w którym znaczne fragmenty wykorzystano z koncertu zespołu w klubie "Hybrydy", który się odbył w grudniu 1991 roku. Teledysk nakręciła firma LUZ. W kręceniu teledysku zespołowi pomagał Kuba Wojewódzki.
Premiera telewizyjna clipu miała miejsce na początku 1992 roku.
Obecnie teledysk jest niedostępny.
Artur Gadowski o utworze "Bierz mnie":
"To nasz wspólny żart. Sama muzyka powstała bardzo dawno, za to strasznie długo brakowało nam do niej tekstu. Nikt nie miał pomysłu nawet na temat. Kiedyś, gdy relaksowaliśmy się w hotelu ktoś rzucił hasło, żebyśmy wspólnie rozgryźli ten orzech. Zaczęliśmy snuć historię, jak by było, gdyby pewnego pięknego dnia ktoś obudził się rano z nieznajomą, nagą kobietą w łóżku. Nie chcieliśmy takiego faceta zostawić bez szans, po prostu nie mógł okazać się cieniasem. Stąd taka poetyka, którą najlepiej oddaje sam tytuł. Po prostu żart, efekt kilkunastominutowej zabawy."
(Źródło: Miesięcznik Brum 1994 rok)

## Twórcy
IRA
- Artur Gadowski – śpiew, chór
- Wojtek Owczarek – perkusja
- Piotr Sujka – gitara basowa, chór
- Kuba Płucisz – gitara rytmiczna
- Piotr Łukaszewski – gitara prowadząca

Produkcja
- Nagrywany oraz miksowany: Kwiecień 1991 roku w Studio S-4 w Warszawie
- Producent muzyczny: Leszek Kamiński, IRA
- Realizator nagrań: Leszek Kamiński
- Aranżacja: Kuba Płucisz
- Tekst piosenki: Artur Gadowski
- Sponsor zespołu: Firma Kontakt z Radomia
- Wytwórnia: Kontakt

## Notowania
| Pozycja | 47 | 32 | 18 | 13 | 18 | 9 | 7 | 4 | 6 | 10 | 5 | 16 | 16 | 16 | 11 | 15 | 27 |

- Utwór znajdował się na liście od 28 lutego, do 26 czerwca 1992 roku. Łącznie na liście znajdował się przez 17 tygodni.